# Brian Hart
 Brian Hart  va ser un enginyer i pilot de curses automobilístiques britànic que va arribar a disputar curses de Fórmula 1.
Va néixer el 7 de setembre del 1936 a Enfield, Middlesex, Anglaterra.

## A la F1
Brian Hart va debutar a la setena cursa de la temporada 1967 (la divuitena temporada de la història) del campionat del món de la Fórmula 1, disputant el 6 d'agost del 1967 el GP d'Alemanya al circuit de Nürburgring.
Va participar en una única cursa puntuable pel campionat de la F1, aconseguint arribar en catorzena posició de la cursa i no assolí cap punt pel campionat del món de pilots.

## Resultats a la Fórmula 1
| Any  | Equip  | Xassís | Motor | 1   | 2   | 3   | 4   | 5   | 6   | 7      | 8   | 9   | 10  | 11  | Posició | Punts |
| ---- | ------ | ------ | ----- | --- | --- | --- | --- | --- | --- | ------ | --- | --- | --- | --- | ------- | ----- |
| 1967 | Protos | Ford   | Ford  | SUD | MON | HOL | BEL | FRA | GBR | ALE 14 | CAN | ITA | USA | MEX | -       | 0     |

### Resum
| Curses: | Victòries: | Pòdiums: | Poles: | Voltes ràpides: | Punts: |
| ------- | ---------- | -------- | ------ | --------------- | ------ |
| 1       | 0          | 0        | 0      | 0               | 0      |